# David Pringle
Pour les articles homonymes, voir Pringle.
David Pringle est un éditeur de science-fiction et de fantasy né en 1950 à Selkirk en Écosse.
De 1980 à 1986, il édite le journal académique Foundation. Il devient un animateur important du groupe qui fonde le magazine britannique de science-fiction et de fantasy Interzone en 1982. À partir de 1988, il édite et publie à compte d'auteur ce magazine, jusqu'à ce qu'il le vende à TTA Press en 2004. 
Il a participé à la préparation de différents ouvrages :
- Science Fiction: The 100 Best Novels 1949-1984 ;
- The Ultimate Guide to Science Fiction ;
- Modern Fantasy: The 100 Best Novels 1946-1987 ;
- Imaginary People: A Who's Who of Fictional Characters from the 18th Century to the Present Day ;
- St. James Guide to Fantasy Writers ;
- Ultimate Encyclopedia of Science Fiction (1996).

En 1991, il édite brièvement le magazine Million: The Magazine About Popular Fiction. Pringle était éditeur pour le fabricant de jeux vidéo Games Workshop. 
Sous son égide, Interzone a gagné un prix Hugo.